# Jentschite
La jentschite è un minerale.

## Etimologia
Il nome è in onore di Franz Jentsch (1868-1908), capo del sindacato Binn dei lavoratori del giacimento solfosalino di Lengenbach, località di rinvenimento degli esemplari